# Alone in the Dark: The New Nightmare
Alone in the Dark: The New Nightmare, conosciuto anche come Alone in the Dark 4, è un videogioco pubblicato da Infogrames nel 2001 per Windows, PlayStation, PlayStation 2, Dreamcast e Game Boy Color, quarto capitolo della serie Alone in the Dark.
Il gioco è di genere avventura/survival horror ed è ambientato sull'immaginaria Shadow Island, che comprende una foresta, una brughiera, una villa, un forte abbandonato, una cappella, un laboratorio sotterraneo, delle caverne e una dimensione alternativa chiamata Mondo dell'Oscurità.
La versione PlayStation di Alone in the Dark: The New Nightmare è stata distribuita tramite PlayStation Network per PlayStation 3 e disponibile su PlayStation Plus per PlayStation 4 e PlayStation 5.
La versione Game Boy Color del gioco è stata inclusa nel servizio Nintendo Switch Online.

## Trama
La scena iniziale del gioco mostra Edward Carnby intento ad esaminare alcuni post affissi alle pareti del suo appartamento, riguardanti un caso di omicidio. Il suo migliore amico, Charles Fiske, anch'egli investigatore privato, viene ritrovato morto ai margini di Shadow Island, un'isola della costa del Maine, da oltre due secoli proprietà terriera della ricca famiglia Morton. Le indagini di Carnby lo conducono a Frederick Johnson, un agente del Bureau 713, una speciale divisione investigativa nata nei primi decenni del XX secolo con lo scopo ufficiale di intercettare gruppi comunisti negli Stati Uniti, che, però, tratta soprattutto di casi a sfondo paranormale e di magia nera, che aveva ingaggiato Fiske per indagare su tre antiche tavolette di legno incise appartenenti ad una misteriosa civiltà nativa americana, quella degli Abkanis, e su Obed Morton, un professore di antropologia che vive e lavora sull'isola.
Dopo alcune controversie tra Carnby e Johnson, quest'ultimo propone a Carnby di prendere il posto di Fiske e riaprire le indagini, così che Carnby possa cogliere l'occasione per scoprire cosa sia realmente accaduto al suo amico su Shadow Island. Oltre a svolgere le sue indagini, Carnby dovrà scortare e proteggere Aline Cedrac, una giovane professoressa di etnologia assunta da Johnson per il recupero delle tavolette e per la loro traduzione, che dovrebbe avvenire in collaborazione con l'antropologo Obed Morton, con il quale la donna sospetta di avere legami di parentela.
La notte del 31 ottobre 2001, Carnby e Aline partono alla volta di Shadow Island. In prossimità della loro destinazione, però, l'idrovolante sul quale viaggiano viene preso d'assalto da un'entità misteriosa e il velivolo, ormai in avaria, è in procinto di schiantarsi. Tempestivamente, Carnby estrae dalla tasca del suo cappotto un revolver e spara ai cardini del portello dell'idrovolante, che viene risucchiato dalla burrasca esterna. Ordina ad Aline di indossare un paracadute e, senza tanti complimenti, lancia la donna nel vuoto, dopodiché prende a sua volta un paracadute e segue la sua partner. Carnby atterra in un fitto bosco, mentre Aline sul tetto di una villa. Da questo punto, la storia prosegue in un determinato modo a seconda del personaggio che si sceglie di interpretare.

### Nel ruolo di Carnby
Appena atterrato nel bosco, Carnby si mette in contatto con Aline che, in preda al panico, ha un'accesa discussione con lui. Carnby tenta di calmarla e le dice aspettarlo nella villa, quindi affretta il passo verso la magione. Nel suo cammino, trova una scia di sangue che lo conduce in una stalla fatiscente, dove trova un uomo agonizzante e senza un braccio che lo esorta a lasciare l'isola immediatamente, in quanto è infestata da pericolose "creature ombra". Carnby pensa che l'uomo stia soltanto vaneggiando in preda allo shock, gli lascia qualche proiettile e lo invita ad aspettarlo mentre cerca dei soccorsi, ma poco dopo aver lasciato la stalla un rumore di spari riecheggia in essa. Carnby vi fa ritorno e dell'uomo non vi è più alcuna traccia.
Carnby prosegue il suo cammino e incontra le "creature ombra" descritte dall'uomo incontrato poco prima ed è costretto ad affrontarle. Si fa strada fino alla villa, dove scopre che Aline è stata drogata ed intrappolata in una stanza. Carnby la libera ed hanno un breve dialogo in cui convengono che i loro obiettivi non sono gli stessi e decidono, pertanto, di proseguire le indagini separatamente. Successivamente, Carnby si imbatte in Joseph Edenshaw, un anziano nativo americano e custode della villa, che chiede il suo aiuto nel recuperare alcune statuette rituali in grado bloccare le creature dell'oscurità nel loro mondo e impedire così una sorta di apocalisse. Carnby rimane inizialmente incredulo allo strano discorso dell'uomo, ma prima che possa chiedergli ulteriori spiegazioni, Edenshaw scompare nel nulla, lasciando Carnby solo.
Aggirandosi presso l'immensa abitazione, Carnby apprende più cose sulla famiglia Morton e scopre che Richard Morton, capostipite della sua dinastia ed esploratore, trovò sull'isola le rovine di un'antica civiltà nativa americana, quella degli Abkanis. Questa civiltà aveva lo scopo di vegliare su un antico cancello di pietra che consideravano il portale del Mondo dell'Oscurità, nel quale erano intrappolate le creature dell'oscurità, che avrebbero rappresentato una minaccia per il genere umano se liberate. L'ossessione di Richard verso queste creature e la civiltà Akbanis divennero tali che decise di acquistare l'isola, edificare la sua abitazione e trascorrere il resto della sua vita a scoprire come ottenere il potere di controllare il Mondo dell'Oscurità. I suoi discendenti furono a loro volta influenzati da questa ossessione, inclusi i gemelli Obed e Alan. Quest'ultimo, in particolare, intende aprire il portale per liberare queste creature e dominarle a piacimento. Sempre presso la villa, Carnby si imbatte anche in Lucy Morton, l'anziana e mentalmente instabile madre dei gemelli che, riluttante, lo invita a cercare le risposte alle sue domande nella biblioteca. Sul luogo, Carnby si vede costretto a fronteggiare una creatura alata che riesce a sconfiggere, dopodiché trova un modo per uscire dalla villa e recarsi così oltre il cancello principale, fino a quel momento invalicabile.
Giunto presso un'antica cappella, che Carnby apprende essere stata teatro di sacrifici umani perpetrati da Richard Morton, primo della sua dinastia ad abitare l'isola nel XIX secolo, l'uomo incontra di nuovo Aline, con la quale scambia un oggetto importante per le sue ricerche, per poi separarsi di nuovo. Carnby giunge attraverso un passaggio segreto della cappella presso un tunnel sotterraneo che lo porta al laboratorio di Alan Morton, con il quale ha un breve incontro. L'uomo gli sfugge e Carnby viene intrappolato nel laboratorio, dove si fa aiutare via radio da Aline, che conosce la pianta del suddetto, a uscire da quel luogo e, avvalendosi di un sottopassaggio segreto, raggiunge la donna presso un antico cancello di pietra che è il portale del Mondo dell'Oscurità, dove sono già presenti Alan e il vecchio Edenshaw.
Nonostante i due tentino di fermarlo, Alan ultima il rituale che gli permette di aprire il portale e sia egli che Carnby vengono risucchiati da esso. Carnby si risveglia in un luogo strano e brulicante di creature ombra, le contrasta e arriva presso uno strapiombo roccioso dove è situata l'ultima delle statuette. Ma ad impedirgli di raggiungerla è Alan, diventato ormai una creatura priva di senno. Carnby lo affronta, e dopo essersi improvvisamente reincarnato in un guerriero Abkanis, elimina Alan con un'arma Abkanis e recupera la statua mancante, dopodiché emerge dal sotterraneo e la consegna ad Edenshaw, che ultima il rituale, mentre Carnby e Aline fuggono dall'isola a bordo di un elicottero.

### Nel ruolo di Aline
Rimasta miracolosamente illesa dal brusco atterraggio sul tetto della villa, Aline si mette subito in contatto con Carnby. Dopo un attimo di isteria dovuta alla paura, Aline segue le istruzioni del partner e, attraverso una piccola finestra, entra nell'attico della villa. Nella stanza giace in un letto un'anziana donna cieca e paralitica, la madre del professor Morton, che, non riconoscendo il suono dei passi della giovane, le chiede chi sia. Aline si presenta, la informa del motivo della sua visita e le chiede come trovare il professore, ma prima che finisca di parlare, la signora Morton la avverte allarmata di lasciare immediatamente l'isola, in quanto infestata da creature ostili alle persone. Aline fissa la donna sbigottita e fa per lasciare la stanza dell'attico ma, poco prima di raggiungere la porta, dal nulla si materializza una creatura che cerca di attaccarla. La signora Morton spiega alla ragazza che alcune creature sono estremamente fotosensibili e, quindi, vulnerabili alla luce, così Aline accende la torcia che ha con sé, riuscendo ad allontanare la creatura.
Sfruttando la luce della torcia, Aline esce dalla stanza e si difende dalle creature ombra che trova in seguito, finché non riesce a procurarsi un'arma in grado di proteggerla da quelle più robuste; giunta presso un corridoio, Aline incrocia il professor Morton che, dopo aver tentato invano di seminarla, le spara un dardo tranquillante. Ripresi i sensi in una camera da letto, Aline si accorge di essere stata bloccata al suo interno, e contatta Carnby per farsi liberare. Nell'attesa di Carnby, Aline trova un passaggio attraverso lo specchio a muro della camera che la conduce in un seminterrato dove, attraverso un portone sigillato, scorge Obed che richiede soccorsi via radio e viene stordito dal suo fratello gemello Alan. Aline ritorna alla camera, dove trova Carnby, che è riuscito a liberare la porta, e discutono sul da farsi; Aline conviene che i loro obiettivi sono differenti e, avendo notato una botola sul soffitto della camera, chiede a Carnby di aiutarla a salirci su.
Aline giunge in un solaio dove, attraverso uno specchio, viene contattata da un'entità, Judas De Certo. Egli promette alla donna risposte sul suo passato in cambio della restituzione del suo specchio. La donna trova il suddetto e viene esortata a recarsi in una stanza, seguita da voci che pronunciano il suo nome. De Certo riappare e chiede alla donna di dargli lo specchio; nel caso si decida di consegnare lo specchio, De Certo la ucciderà; nel caso, invece, si decida di non consegnare lo specchio, Aline lo manderà in frantumi, distruggendo De Certo, e recupera una statuetta.
Aline giunge alla biblioteca, dove attiva un meccanismo e libera una creatura, ciò che rimane di Howard Morton, il padre di Obed e Alan, che la attacca. La donna lo neutralizza e gli sottrae un altro oggetto, che sblocca un passaggio segreto per uscire dalla villa. All'esterno, la donna viene braccata per tutto il tempo da Howard, attraversa un cimitero, incontra nuovamente Carnby e giunge presso un forte. Al suo interno, trova una cella nel quale è imprigionato Obed. Quando Aline accenna però a sua madre, egli afferma di non averla mai incontrata in tutta la sua vita. Delusa, Aline prosegue e trova un parafulmine, con il quale uccide definitivamente Howard e utilizza un fucile speciale per abbattere un muro, tramite il quale raggiunge il cancello di pietra. Antistante ad esso, Alan ultima il rituale e lo apre, finendo risucchiato in esso insieme a Carnby.
Aline viene incaricata da Edenshaw di aggirare la struttura e recuperare le statuette presenti in essa e la donna prosegue. Durante il suo cammino, Aline viene contattata da Johnson che, mortificato, le spiega che la foto che testimonierebbe la presunta relazione tra sua madre e Obed è solo un fotomontaggio per convincerla a recarsi sull'isola, e frettolosamente la rassicura, dicendole che sta arrivando un elicottero a soccorrerla. Recuperata l'ultima statuetta, Aline cerca di ritornare in superficie, ma viene bloccata da Obed e Alan, fusi in un'unica creatura. Aline li respinge e approfitta dei pochi istanti di lucidità di Obed per farsi spianare il cammino. Giunta in superficie, Aline consegna le statuette ad Edenshaw, che ultima il rituale, facendo collassare l'isola su se stessa, e fugge insieme a Carnby sull'elicottero. Furiosa, Aline dà uno schiaffo a Johnson, ricevendo i complimenti di Carnby.

## Personaggi
- Edward Carnby: l'investigatore privato dei precedenti capitoli viene mandato su Shadow Island per garantire la protezione della professoressa Aline Cedrac. Giunto lì, comincia ad indagare sulla morte dell'amico Charles Fiske. È un personaggio giocabile.
- Aline Cedrac: una giovane professoressa di etnologia alla Boston University, ossessionata dalla ricerca del suo padre biologico; è inviata sull'isola insieme a Carnby per autenticare la traduzione delle tavole incise degli Abkanis, in collaborazione del professor Obed Morton. È un personaggio giocabile.
- Charles Fiske: un investigatore privato, nonché il migliore amico di Carnby, morto assassinato mentre svolgeva delle indagini su Shadow Island.
- Frederick Johnson: lavora per il Bureau 713, che era incaricato di gestire e minare gruppi di comunisti (ma il direttore si era sempre occupato di altro). Riesce con l'astuzia a convincere Aline Cedrac ad accettare l'incarico della traduzione delle tavolette Abkanis. Inoltre, le mostra una foto in cui Obed Morton è con la madre di Aline, Marie Cedrac. Ciò fa credere ad Aline che Obed sia suo padre, e inizia a nutrire un forte interesse per lui. Ingaggia Edward Carnby per garantire la protezione della professoressa, sapendo che potrebbe incontrare pericoli.
- Christopher Lamb: il direttore del Bureau 713, un uomo ungherese emigrato negli Stati Uniti cambiando nome. Incarica Johnson di inviare Aline Cedrac su Shadow Island, essendo interessato alle tavolette.
- Richard Morton (1852-1905): il primo patriarca della famiglia Morton, fu indirizzato su Shadow Island da Samuel Gibson per studiare il linguaggio degli Abkanis. Fece costruire una villa sul lato meridionale dell'isola e compì magia nera e sacrifici umani sotto la guida di Judas De Certo. È il personaggio del primo dei quattro dipinti che fungono da cassaforte nella sala d'ingresso della villa dei Morton.
- Archibald Morton (1874 - data di morte sconosciuta): unico figlio di Richard Morton, fu un esploratore, un uomo crudele che dedicò la vita allo studio dei circoli polari. Morì nei sotterranei dell'oscurità, dove Edward Carnby si imbatterà nel suo cadavere a un certo punto del gioco. È il personaggio del secondo dei quattro dipinti.
- Jeremy Morton (1899-1973): unico figlio di Archibald Morton, fu uno scienziato e inventore. È stato colui che ha costruito molte delle armi presenti sull'isola e ha sempre tentato di ostacolare i piani del suo nipote malvagio Alan. Di salute cagionevole, è stato amico intimo di Joseph Edenshaw. Visse quasi tutta la sua vita sull'isola come un vero e proprio eremita. È il personaggio del terzo dei quattro dipinti.
- Howard Morton (1931-1991): unico figlio di Jeremy Morton, è l'ultimo patriarca della famiglia Morton e l'unico di loro a non essersi interessato al Mondo dell'Oscurità; è stato ucciso dal figlio Alan, che usa il suo corpo per fare un esperimento in grado di creare una creatura ibrida tra un uomo e una creatura-ombra, diventando uno dei mostri che infestano l'isola. È il personaggio del quarto dei quattro dipinti.
- Lucy Dogan Morton (1934 - vivente): un'anziana signora paralitica e cieca, madre di Obed e Alan Morton; perde l'uso delle gambe e della vista cadendo da cavallo in gioventù e conosce molto bene le creature dell'isola.
- Obed Morton (1953 - vivente): è un noto professore di antropologia che conduce un'ossessiva ricerca sugli Abkanis fin dall'infanzia. È il primo sospettato, anche se ingiustamente, della morte di Fiske e teme molto il giudizio del suo gemello.
- Alan Morton (1953 - vivente): è il fratello gemello di Obed Morton. Come suo fratello Obed, Alan si è interessato con fervore alla ricerca sugli Abkanis, ma la sua ossessione degenera in follia, tanto da indurlo a voler liberare definitivamente le creature relegate nell'isola per imparare a controllarle. Di fisionomia identico al gemello, Alan porta una benda all'occhio destro, probabilmente ferito da uno dei suoi esperimenti non riuscito.
- Joseph Edenshaw: il guardiano dell'isola e inserviente della famiglia Morton, nonché ultimo stregone Abkanis rimasto al mondo. Era un grande amico di Jeremy Morton, nonno dei gemelli Morton.
- Il pilota dell'idrovolante: il pilota incaricato di trasportare Aline e Carnby su Shadow Island. Riappare quando l'idrovolante cade nella palude, e Carnby lo ritrova, capendo che le sue condizioni sono ormai gravi, per poi sprofondare nella palude.
- Judas De Certo: un marinaio nordico, un uomo diabolico dedito alla magia nera e al sacrificio umano vissuto nel XIX secolo. Conobbe Richard Morton, primo abitante di Shadow Island, quando fu incaricato da quest'ultimo di fare delle esplorazioni in Groenlandia. Spinse Richard Morton a praticare la magia nera e i rituali di sacrificio, convincendolo che avrebbero garantito la ricchezza e la prosperità del suo patrimonio. Il suo fantasma è confinato nella villa dei Morton e si manifesta attraverso gli specchi.
- Samuel Gibson: un giovane studente universitario vissuto nel XIX secolo, che viene incaricato da Richard Morton di tradurre le tavole Abkanis. Indirizza lo stesso Richard Morton ad andare su Shadow Island, dove nei suoi sotterranei c'erano simboli dello stesso linguaggio. Avanzando con il lavoro di traduzione, Gibson scopre lo scopo del luogo e i sacrifici umani effettuati da Richard. Poco tempo dopo, la madre di Gibson riceve una lettera di Richard Morton, in cui era informata che Gibson era scomparso misteriosamente. Il suo corpo viene ritrovato da Aline presso le cripte di famiglia dei Morton, accanto al quale trova un messaggio in cui il ragazzo dichiara di essere stato rinchiuso da Richard Morton.

### Mostri
- Opthalmicid: una sorta di canide brutale, che cammina a quattro zampe ed è il più comune fra quelli che si incontrano nel gioco. È capace di compiere una sorta di teletrasporto, ma solo per raggiungere la vittima o fuggire.
- Cane dell'Oscurità: ciò che resta di uno dei cani che sorvegliano la villa, ritornato in vita misteriosamente.
- Mastino di Tindalos: versione più potente del Cane dell'Oscurità, vivono nelle caverne Abkanis e nel Mondo dell'Oscurità.
- Ibrido: umanoidi sfregiati simili a zombie, dall'andatura lenta ma molto resistenti agli attacchi. Sono il risultato dell'unione di DNA umano con il codice genetico delle creature dell'oscurità.
- Photosaurus: simile all'Opthalmicid, somiglia a un fenicottero verde con tre zampe. Come arma ha una lunghissima lingua affilata, ma non sopporta la luce.
- Arachnocid: creature di piccole dimensioni simili a ragni, molto deboli e poco resistenti. Si possono trovare attaccati ai soffitti.
- Night Ripper: i nemici più pericolosi del gioco, assomigliano a enormi scorpioni con quattro zampe. Possono effettuare brevi teletrasporti per inseguire la preda e infliggono gravi danni.
- Phocomelus: una creatura simile ad un coccodrillo con braccia umane, una sorta di ali deformi e la parte inferiore del corpo unita in una lunga coda. Appare solo in un'occasione in una delle due avventure, presente in ambienti acquatici. I suoi attacchi sono lenti, ma è impossibile sfuggire all'acqua in cui si nasconde senza ucciderlo. Ne esiste anche una versione eterea, che non sopporta la luce.
- Procuraptor: boss presente nell'avventura di Carnby, appare nella biblioteca; simile ad un ibrido tra un uomo e uno pterodattilo, è veloce, forte ed estremamente resistente.
- Demone delle ombre: boss presente nell'avventura di Aline; è Howard Morton, padre dei gemelli, tramutato una creatura-ombra dal figlio Alan dopo la sua morte.
- Obed Morton: Obed stesso trasformato dal fratello in un mostro alto e nero, con due teste, una mostruosa ed una umana, lento e goffo nei movimenti, ma molto potente. Riacquista la sua lucidità sporadicamente.
- Alan Morton: Alan tramutatosi in una creatura-ombra dopo essere stato risucchiato nel Mondo dell'oscurità. Preserva un aspetto vagamente umano, ma il suo viso e i suoi arti appaiono deformati. A differenza del fratello, perde il senno, può teletrasportarsi e attacca effettuando una forte presa.

## Sviluppo

### Doppiaggio italiano
| Personaggio             | Doppiatore italiano |
| ----------------------- | ------------------- |
| Edward Carnby           | Giorgio Bonino      |
| Aline Cedrac            | Donatella Fanfani   |
| Charles Fiske           | Natale Ciravolo     |
| Frederick Johnson       | Mario Scarabelli    |
| Christopher Lamb        | Riccardo Lombardo   |
| Alan Morton             | Marco Balzarotti    |
| Obed Morton             | Raffaele Fallica    |
| Lucy Dogan Morton       | Annamaria Mantovani |
| Joseph Edenshaw         | Antonio Paiola      |
| Judas De Certo          | Silvano Piccardi    |
| Pilota dell'idrovolante | Patrizio Prata      |
| Hecantonchires          | Giovanni Battezzato |